# Rolf Løvland
Rolf Undsæt Løvland (Kristiansand, 19 de abril de 1955) é um compositor , maestro e músico norueguês que, junto com a violinista Fionnuala Sherry, forma o duo irlando-norueguês Secret Garden, vencedor do Festival Eurovisão da Canção 1995 com a canção "Nocturne".
Rolf Løvland começou a compor muito jovem. Adquiriu sua formação musical na comunidade de música gospel. Estudou no Conservatório de Música em Kristiansand e na Universidade de Oslo. 
É autor de muitas canções, duas delas foram vencedoras do Festival Eurovisão da Canção. "La det swinge" em 1985 e "Nocturne" em 1995. Também escreveu, em parceria com Brendan Graham,  "You Raise Me Up", canção gravada por, entre outros, Celtic Woman, Il Divo, Paul Potts, Josh Groban e Westlife e que acumulou vendas de mais de 80 milhões de cópias. Com suas canções, ele chegou ao topo das paradas norueguesas mais de 60 vezes.
Desde 1995, ao lado de Fionnuala Sherry, faz parte do duo Secret Garden.